# Balìa
Balìa o Baylia è un termine derivato dall'occitano antico baile, tuttora cognato col catalano batlle, adottato nelle repubbliche di Firenze, Siena e Perugia con significato di territorio amministrato, signoria, potere, autorità. Per estensione venne alla lunga a significare: frazione, parte del contado.
Il comune di Assisi, nel 1232, fu diviso in 51 Bailie; quello di Trevi in quattro (1213). Baiuli o Baioli furono gli ufficiali comunali addetti, fra l'altro, a portare ordini nel contado.

## Siena
La Balìa di Siena era inizialmente il principale organo di governo indipendente della Repubblica di Siena e, successivamente alla formazione del Granducato di Toscana ed alla riforma del 1º febbraio 1561 voluta da Cosimo I de' Medici, anche del governo autonomo del Ducato di Siena. In quest'ultima versione la Balìa era composta da venti cittadini risieduti (cioè coloro che avevano ricoperto precedentemente qualche magistratura), che rimanevano in carica per un anno. I venti venivano scelti direttamente dal Granduca di Toscana su una lista più ampia di nomi, proposta dal "segretario delle leggi".
I compiti della Balìa erano:
- eleggere gli ambasciatori da inviare al Principe;
- determinare le spese;
- sovraintendere a tutte le questioni riguardanti il Monte dei Paschi;
- controllare i monasteri, le confraternite, ospedali, istituti di beneficenza;
- organizzare le feste della città (come il Palio);

e, più in generale, decidere su tutto ciò che poteva essere ritenuto utile per Siena.